# NGC 6183
NGC 6183 је спирална галаксија у сазвежђу Јужни троугао која се налази на NGC листи објеката дубоког неба.
Деклинација објекта је - 69° 22' 21" а ректасцензија 16h 41m 41,8s. Привидна величина (магнитуда) објекта NGC 6183 износи 12,2 а фотографска магнитуда 13,1. NGC 6183 је још познат и под ознакама ESO 69-8, PGC 58785.